# Journal of Integral Equations and Applications
Journal of Integral Equations and Applications is een internationaal, aan collegiale toetsing onderworpen wetenschappelijk tijdschrift over integraalvergelijkingen.
De naam wordt in literatuurverwijzingen meestal afgekort tot J. Integr. Equat. Appl.
Het wordt uitgegeven door The Rocky Mountain Mathematics Consortium en verschijnt 4 keer per jaar.